# Luciano Fusar Poli
Luciano Fusar Poli (* 9. Juni 1956 in Busto Garolfo) ist ein ehemaliger italienischer Radrennfahrer und nationaler Meister im Radsport.

## Sportliche Laufbahn
Fusar Poli war im Straßenradsport und im Bahnradsport aktiv. Als Amateur gewann er 1971 die Coppa Citta di Asti, 1976 den Circuito Salese, 1976 den Circuito Molinese, 1980 den Circuito Mezzanese, 1981 das Rennen Targa d’Oro Citta di Legano und den Circuito Isolano. Er war Mitglied der italienischen Bahnnationalmannschaft und Teilnehmer an den Bahnradsport-Weltmeisterschaften 1981. Dort kam er im Finale des Steherrennens der Amateure auf den 4. Platz.
1982 wurde er Berufsfahrer und blieb bis 1985 Radprofi. 1982 gewann er die italienische Wintermeisterschaft im Punktefahren und  den nationalen Titel im Zweier-Mannschaftsfahren mit Maurizio Orlandi als Partner. 1983 wurde er beim Sieg von Bruno Vicino Dritter der nationalen Meisterschaft im Steherrennen. Auf der Straße hatte er als Profi keine Erfolge.

## Berufliches
Nach seiner sportlichen Karriere betrieb er gemeinsam mit seinem Bruder ein Fahrradgeschäft. Einige Jahre lang war er ehrenamtlich in der Technischen Kommission des Radsportverbandes Federazione Ciclistica Italiana (FCI) tätig.